# Louise Beck
Pour les articles homonymes, voir Beck.
Louise Beck (née le 19 avril 1822 à Altötting, mort le 9 août 1879 à Gars am Inn) est une prétendue « mystique » catholique allemande.

## Biographie
Louise Beck est la cinquième et plus jeune enfant de Benno Beck, médecin et pharmacien d'Altötting. Cette femme névrotique pense qu'elle est douée de vision, prétend avoir des visions d'anges gardiens, de pauvres âmes et de saints. Après avoir terminé son éducation chez les sœurs de l'ordre hospitalier de Saint-Jean-de-Dieu à Burghausen, elle revient à Altötting à l’âge de 19 ans. En 1843, elle entretient une liaison avec le jeune comte protestant Clemens von Schaffgotsch (de) qui la met enceinte en 1847. Elle accouche d'un enfant mort-né. Pendant sa grossesse, elle souffre de symptômes de somnambulisme et d'une fièvre typhoïde violente. Une plaie apparaît sur son sein gauche. Dans le même temps, elle prétend être tourmentée par les démons. Elle s'ouvre au supérieur du monastère des Rédemptoristes d'Altötting, le père Franz von Bruchmann qui lui donne plusieurs exorcismes avec deux autres prêtres. Les démons doivent avoir disparu.
Au lieu de cela, la visionnaire se présente 1848 comme une figure de lumière, se proclame être la défunte épouse du père Bruchmann (morte en 1831) et donne des instructions à cet homme et à d'autres rédemptoristes ; elle écrit ou transmet verbalement des paroles dans un état extatique. Elle s'appelle alors « la Mère » et les adeptes du culte secret s'appellent eux-mêmes les enfants de la Mère.
Bientôt un cercle d'adeptes se forme : des membres de l'ordre des Rédemptoristes et des laïcs, dont des membres de la famille de Louise Beck, Bertha von Pranckh sœur du ministre bavarois de la Guerre Siegmund von Pranckh (de), et la princesse Leopoldine von und zu Löwenstein, une tante de Charles de Löwenstein-Wertheim-Rosenberg. Les deux dames sont les compagnes et les mécènes constantes de Louise Beck. À partir du début de l'année 1848, l'archevêque de Munich, Mgr von Reisach, et son vicaire général, Mgr Windischmann (de), la questionnent, y compris en matière de politique ecclésiastique. En 1872, l'évêque de Ratisbonne, Mgr von Senestrey, fréquente Louise Beck, qui lui ordonne la condamnation par Rome des écrits de son prédécesseur Johann Michael Sailer ; il ne le fait pas. À partir de 1858, Louise Beck se confesse au père Carl Ehrhard Schmoeger, qui s'est fait connaître par ses publications sur Anna Katharina Emmerick. En 1862, elle et ses deux compagnes s'installent dans une aile de l'abbaye de Gars, que les Rédemptoristes ont acquis quelques années auparavant et où leur chef spirituel le père Schmöger s'est installé. À sa mort, le 9 août 1879, Mgr Senestrey déclare ne plus savoir comment diriger le diocèse.